# Bauhinia. Zeitschrift der Basler Botanischen Gesellschaft
Bauhinia. Zeitschrift der Basler Botanischen Gesellschaft (abreviado Bauhinia) es una revista ilustrada con descripciones botánicas que es editada en Basilea por la  Sociedad Botánica de Basilea desde el año 1955.
La revista apareció por primera vez en 1955. Desde entonces hasta 2007,  han sido publicados hasta el momento 20 volúmenes, ya que no todos los años apareció un nuevo número. Los volúmenes se publican cada mes de junio. El editor  Esther Schreier.
La revista "Bauhinia" fue nombrado por el género Bauhinia cuyo nombre honra a los hermanos botánicos nacidos en Basilea Johann Bauhin (1541–1613) y Caspar Bauhin (1560–1624)